# Monoplex klenei
Monoplex klenei is een slakkensoort uit de familie van de Ranellidae. De wetenschappelijke naam van de soort is voor het eerst geldig gepubliceerd in 1889 door G.B. Sowerby III.